# Élections législatives de 2022 en Haute-Corse
Les élections législatives françaises de 2022 se déroulent les 12 et 19 juin 2022. Dans la Haute-Corse, deux députés sont à élire dans le cadre de deux circonscriptions.

## Résultats de l'élection présidentielle de 2022 par circonscription
| Circonscription | 1er tour | 1er tour | 1er tour  |         | 2d tour | 2d tour |
| Circonscription | Macron   | Le Pen   | Mélenchon | Macron  | Le Pen  |         |
| --------------- | -------- | -------- | --------- | ------- | ------- | ------- |
| Circonscription |          |          |           |         |         |         |
| 1re             | 17,33 %  | 28,75 %  | 14,29 %   | 42,98 % | 57,02 % |         |
| 2e              | 17,74 %  | 27,33 %  | 12,18 %   | 41,33 % | 58,67 % |         |

## Système électoral
Les élections législatives ont lieu au scrutin uninominal majoritaire à deux tours dans des circonscriptions uninominales.
Est élu au premier tour le candidat qui réunit la majorité absolue des suffrages exprimés et un nombre de voix au moins égal au quart (25 %) des électeurs inscrits dans la circonscription. Si aucun des candidats ne satisfait ces conditions, un second tour est organisé entre les candidats ayant réuni un nombre de voix au moins égal à un huitième des inscrits (12,5 %) ; les deux candidats arrivés en tête du premier tour se maintiennent néanmoins par défaut si un seul ou aucun d'entre eux n'a atteint ce seuil. Au second tour, le candidat arrivé en tête est déclaré élu.
Le seuil de qualification basé sur un pourcentage du total des inscrits et non des suffrages exprimés rend plus difficile l'accès au second tour lorsque l'abstention est élevée. Le système permet en revanche l'accès au second tour de plus de deux candidats si plusieurs d'entre eux franchissent le seuil de 12,5 % des inscrits. Les candidats en lice au second tour peuvent ainsi être trois, un cas de figure appelé « triangulaire ». Les second tours où s'affrontent quatre candidats, appelés « quadrangulaire » sont également possibles, mais beaucoup plus rares.

### Partis et nuances
Les résultats des élections sont publiées en France par le ministère de l'Intérieur, qui classe les partis en leur attribuant des nuances politiques. Ces dernières sont décidées par les préfets, qui les attribuent indifféremment de l'étiquette politique déclarée par les candidats, qui peut être celle d'un parti ou une candidature sans étiquette.
En 2022, seuls les coalitions Ensemble (ENS) et Nouvelle Union populaire écologique et sociale (NUP), ainsi que le Parti radical de gauche (RDG), l'Union des démocrates et indépendants (UDI), Les Républicains (LR), le Rassemblement national (RN) et Reconquête (REC) se voient attribuées des nuances propres,,.
Tous les autres partis se voient attribués l'une ou l'autre des nuances suivantes : DXG (divers extrême gauche), DVG (divers gauche), ECO (écologiste), REG (régionaliste), DVC (divers centre), DVD (divers droite), DSV (droite souverainiste) et DXD (divers extrême droite). Des partis comme Debout la France ou Lutte ouvrière ne disposent ainsi pas de nuances propres, et leurs résultats nationaux ne sont pas publiés séparément par le ministère, car mélangés avec d'autres partis (respectivement dans les nuances DSV et DXG),.

## Résultats

### Élus
| Circonscription | Député sortant       | Parti | Parti | Groupe | Député élu ou réélu  | Parti | Parti | Groupe |
| --------------- | -------------------- | ----- | ----- | ------ | -------------------- | ----- | ----- | ------ |
| 1re             | Michel Castellani    |       | FaC   | LT     | Michel Castellani    |       | FaC   | LIOT   |
| 2e              | Jean-Félix Acquaviva |       | FaC   | LT     | Jean-Félix Acquaviva |       | FaC   | LIOT   |

### Résultats à l'échelle du département

#### Résultats par coalition
| Parti et coalition                                           | Parti et coalition                                           | Parti et coalition              | Premier tour | Premier tour | Premier tour | Second tour   | Second tour   | Second tour | Total Sièges  | +/-           |  |
| Parti et coalition                                           | Parti et coalition                                           | Parti et coalition              | Voix         | %            | Sièges       | Voix          | %             | Sièges      | Total Sièges  | +/-           |  |
| ------------------------------------------------------------ | ------------------------------------------------------------ | ------------------------------- | ------------ | ------------ | ------------ | ------------- | ------------- | ----------- | ------------- | ------------- |  |
|                                                              |                                                              | Femu a Corsica (FaC)            | 18 986       | 33,59        | 0            | 30 524        | 55,32         | 2           | 2             | en stagnation |  |
| Régions et peuples solidaires (R&PS)                         | Régions et peuples solidaires (R&PS)                         | 18 986                          | 33,59        | 0            | 30 524       | 55,32         | 2             | 2           | en stagnation |               |  |
|                                                              |                                                              | Les Républicains (LR)           | 9 267        | 16,40        | 0            | 16 621        | 30,12         | 0           | 0             | en stagnation |  |
| Union de la droite et du centre (UDC)                        | Union de la droite et du centre (UDC)                        | 9 267                           | 16,40        | 0            | 16 621       | 30,12         | 0             | 0           | en stagnation |               |  |
|                                                              | Corsica Libera (CL)                                          | Corsica Libera (CL)             | 7 554        | 13,37        | 0            |               |               |             | 0             | Nv            |  |
|                                                              | Rassemblement national (RN)                                  | Rassemblement national (RN)     | 6 654        | 11,77        | 0            | 0             | en stagnation |             |               |               |  |
|                                                              |                                                              | Parti communiste français (PCF) | 3 295        | 5,83         | 0            | 0             | en stagnation |             |               |               |  |
|                                                              | La France insoumise (LFI)                                    | 1 533                           | 2,71         | 0            | 0            | en stagnation |               |             |               |               |  |
| Total Nouvelle Union populaire écologique et sociale (NUPES) | Total Nouvelle Union populaire écologique et sociale (NUPES) | 4 828                           | 8,54         | 0            | 0            | en stagnation |               |             |               |               |  |
|                                                              |                                                              | Parti radical (PRV)             | 2 944        | 5,21         | 0            | 0             | Nv            |             |               |               |  |
| Total Ensemble (ENS)                                         | Total Ensemble (ENS)                                         | 2 944                           | 5,21         | 0            | 0            | en stagnation |               |             |               |               |  |
|                                                              | Reconquête (REC)                                             | Reconquête (REC)                | 1 179        | 2,09         | 0            | 0             | Nv            |             |               |               |  |
|                                                              |                                                              | Debout la France (DLF)          | 391          | 0,69         | 0            | 0             | Nv            |             |               |               |  |
|                                                              | Les Patriotes (LP)                                           | 275                             | 0,49         | 0            | 0            | Nv            |               |             |               |               |  |
| Total Union pour la France (UPF)                             | Total Union pour la France (UPF)                             | 666                             | 1,18         | 0            | 0            | Nv            |               |             |               |               |  |
|                                                              | Parti animaliste (PA)                                        | Parti animaliste (PA)           | 646          | 1,14         | 0            | 0             | en stagnation |             |               |               |  |
|                                                              | Lutte ouvrière (LO)                                          | Lutte ouvrière (LO)             | 327          | 0,58         | 0            | 0             | en stagnation |             |               |               |  |
|                                                              | Parti pirate (PP)                                            | Parti pirate (PP)               | 75           | 0,13         | 0            | 0             | Nv            |             |               |               |  |
|                                                              | Sans étiquette (SE)                                          | Sans étiquette (SE)             | 3 389        | 6,00         | 0            | 8 032         | 14,56         | 0           | 0             | en stagnation |  |
|                                                              |                                                              |                                 |              |              |              |               |               |             |               |               |  |
| Suffrages exprimés                                           | Suffrages exprimés                                           | Suffrages exprimés              | 56 515       | 97,57        |              | 55 177        | 93,99         |             |               |               |  |
| Votes blancs                                                 | Votes blancs                                                 | Votes blancs                    | 929          | 1,60         | 2 397        | 4,08          |               |             |               |               |  |
| Votes nuls                                                   | Votes nuls                                                   | Votes nuls                      | 478          | 0,83         | 1 133        | 1,93          |               |             |               |               |  |
| Total                                                        | Total                                                        | Total                           | 57 922       | 100          | 0            | 58 707        | 100           | 2           | 2             | en stagnation |  |
| Abstentions                                                  | Abstentions                                                  | Abstentions                     | 71 527       | 55,25        |              | 70 737        | 54,65         |             |               |               |  |
| Inscrits/Participation                                       | Inscrits/Participation                                       | Inscrits/Participation          | 129 449      | 44,75        | 129 444      | 45,35         |               |             |               |               |  |

#### Résultats par nuance
| Nuance                 | Nuance                 | Nuance                 | Premier tour | Premier tour | Premier tour | Second tour | Second tour   | Second tour | Total Sièges | +/-           |  |
| Nuance                 | Nuance                 | Nuance                 | Voix         | %            | Sièges       | Voix        | %             | Sièges      | Total Sièges | +/-           |  |
| ---------------------- | ---------------------- | ---------------------- | ------------ | ------------ | ------------ | ----------- | ------------- | ----------- | ------------ | ------------- |  |
|                        | Régionaliste           | REG                    | 26 540       | 46,96        | 0            | 30 524      | 55,32         | 2           | 2            | en stagnation |  |
|                        | Divers droite          | DVD                    | 9 267        | 16,40        | 0            | 16 621      | 30,12         | 0           | 0            | en stagnation |  |
|                        | Rassemblement national | RN                     | 6 654        | 11,77        | 0            |             |               |             | 0            |               |  |
|                        | Divers gauche          | DVG                    | 4 828        | 8,54         | 0            | 0           | en stagnation |             |              |               |  |
|                        | Divers centre          | DVC                    | 3 352        | 5,93         | 0            | 8 032       | 14,56         | 0           | 0            | Nv            |  |
|                        | Ensemble !             | ENS                    | 2 944        | 5,21         | 0            |             |               |             | 0            | en stagnation |  |
|                        | Reconquête             | REC                    | 1 179        | 2,09         | 0            | 0           | Nv            |             |              |               |  |
|                        | Droite souverainiste   | DSV                    | 666          | 1,18         | 0            | 0           | Nv            |             |              |               |  |
|                        | Ecologistes            | ECO                    | 646          | 1,14         | 0            | 0           | en stagnation |             |              |               |  |
|                        | Divers extrême gauche  | DXG                    | 327          | 0,58         | 0            | 0           | en stagnation |             |              |               |  |
|                        | Divers                 | DIV                    | 112          | 0,20         | 0            | 0           | en stagnation |             |              |               |  |
|                        |                        |                        |              |              |              |             |               |             |              |               |  |
| Suffrages exprimés     | Suffrages exprimés     | Suffrages exprimés     | 56 515       | 97,57        |              | 55 177      | 93,99         |             |              |               |  |
| Votes blancs           | Votes blancs           | Votes blancs           | 929          | 1,60         | 2 397        | 4,08        |               |             |              |               |  |
| Votes nuls             | Votes nuls             | Votes nuls             | 478          | 0,83         | 1 133        | 1,93        |               |             |              |               |  |
| Total                  | Total                  | Total                  | 57 922       | 100          | 0            | 58 707      | 100           | 2           | 2            | en stagnation |  |
| Abstentions            | Abstentions            | Abstentions            | 71 527       | 55,25        |              | 70 737      | 54,65         |             |              |               |  |
| Inscrits/Participation | Inscrits/Participation | Inscrits/Participation | 129 449      | 44,75        | 129 444      | 45,35       |               |             |              |               |  |

### Cartes

Nuance politique des candidats arrivés en tête dans chaque commune au 1er tour.
Nuance politique des candidats arrivés en tête dans chaque commune au 2e tour.

### Résultats par circonscription

#### Première circonscription
Député sortant : Michel Castellani (Femu a Corsica)
| Candidat                 | Candidat                 | Parti et coalition       | Nuance                   | Premier tour | Premier tour | Second tour | Second tour |
| Candidat                 | Candidat                 | Parti et coalition       | Nuance                   | Voix         | %            | Voix        | %           |
| ------------------------ | ------------------------ | ------------------------ | ------------------------ | ------------ | ------------ | ----------- | ----------- |
|                          | Michel Castellani        | FaC (RPS)                | REG                      | 8 316        | 33,77        | 13 747      | 63,12       |
|                          | Julien Morganti          | SE                       | DVC                      | 3 352        | 13,61        | 8 032       | 36,88       |
|                          | Alexis Fernandez         | RN                       | RN                       | 2 996        | 12,17        |             |             |
|                          | Jean-François Paoli      | PRV (ENS)                | ENS                      | 2 944        | 11,96        |             |             |
|                          | Petru Antone Tomasi      | CL                       | REG                      | 1 818        | 7,38         |             |             |
|                          | Dominique Mauny          | LFI (NUPES)              | DVG                      | 1 533        | 6,23         |             |             |
|                          | Michel Stefani           | PCF (NUPES)              | DVG                      | 1 416        | 5,75         |             |             |
|                          | Jean Lamberti            | REC                      | REC                      | 1 179        | 4,79         |             |             |
|                          | Michel Staelens          | PA                       | ECO                      | 646          | 2,62         |             |             |
|                          | Christine Cettour-Leoni  | LP (UPF)                 | DSV                      | 275          | 1,12         |             |             |
|                          | Olivier Josué            | LO                       | DXG                      | 112          | 0,45         |             |             |
|                          | Gaël Maquet              | SE                       | DIV                      | 37           | 0,15         |             |             |
|                          |                          |                          |                          |              |              |             |             |
| Votes valides            | Votes valides            | Votes valides            | Votes valides            | 24 624       | 97,79        | 21 779      | 92,22       |
| Votes blancs             | Votes blancs             | Votes blancs             | Votes blancs             | 340          | 1,35         | 1 219       | 5,16        |
| Votes nuls               | Votes nuls               | Votes nuls               | Votes nuls               | 217          | 0,86         | 619         | 2,62        |
| Total                    | Total                    | Total                    | Total                    | 25 181       | 100          | 23 617      | 100         |
| Abstention               | Abstention               | Abstention               | Abstention               | 36 334       | 59,07        | 37 903      | 61,61       |
| Inscrits / participation | Inscrits / participation | Inscrits / participation | Inscrits / participation | 61 515       | 40,93        | 61 520      | 38,39       |

#### Deuxième circonscription
Député sortant : Jean-Félix Acquaviva (Femu a Corsica).
| Candidat                 | Candidat                                    | Parti et coalition       | Nuance                   | Premier tour | Premier tour | Second tour | Second tour |
| Candidat                 | Candidat                                    | Parti et coalition       | Nuance                   | Voix         | %            | Voix        | %           |
| ------------------------ | ------------------------------------------- | ------------------------ | ------------------------ | ------------ | ------------ | ----------- | ----------- |
|                          | Jean-Félix Acquaviva                        | FaC (RPS)                | REG                      | 10 670       | 33,46        | 16 777      | 50,23       |
|                          | François-Xavier Ceccoli                     | LR (UDC)                 | DVD                      | 9 267        | 29,06        | 16 621      | 49,77       |
|                          | Lionel Mortini                              | CL                       | REG                      | 5 736        | 17,99        |             |             |
|                          | Jean Cardi                                  | RN                       | RN                       | 3 658        | 11,47        |             |             |
|                          | Amélie Raffaelli-Franceschi                 | PCF (NUPES)              | DVG                      | 1 879        | 5,89         |             |             |
|                          | Marie-Dominique Salducci                    | DLF (UPF)                | DSV                      | 391          | 1,23         |             |             |
|                          | Viviane Rongione                            | LO                       | DXG                      | 215          | 0,67         |             |             |
|                          | Marie-Louise Robert dite Baronne ML Mariani | PP                       | DIV                      | 75           | 0,24         |             |             |
|                          |                                             |                          |                          |              |              |             |             |
| Votes valides            | Votes valides                               | Votes valides            | Votes valides            | 31 891       | 97,40        | 33 398      | 95,18       |
| Votes blancs             | Votes blancs                                | Votes blancs             | Votes blancs             | 589          | 1,80         | 1 178       | 3,36        |
| Votes nuls               | Votes nuls                                  | Votes nuls               | Votes nuls               | 261          | 0,80         | 514         | 1,46        |
| Total                    | Total                                       | Total                    | Total                    | 32 741       | 100          | 35 090      | 100         |
| Abstention               | Abstention                                  | Abstention               | Abstention               | 35 193       | 51,80        | 32 834      | 48,34       |
| Inscrits / participation | Inscrits / participation                    | Inscrits / participation | Inscrits / participation | 67 934       | 48,20        | 67 924      | 51,66       |